# 秋木庄站
秋木庄站位于辽宁省凤城市刘家河镇秋木庄村，为沈丹铁路上的一个火车站。距离沈阳站183公里，丹东站94公里，隶属中国铁路沈阳局集团管辖，现已撤销。